# 치르코 마시모역
치르코 마시모 역(이탈리아어: Circo Massimo)은 로마 지하철 B선의 역이다. 1955년 2월 10일 영업을 시작했다. 역명의 유래이기도 한 키르쿠스 막시무스 동쪽 끝에 위치해 있으며, 원래는 이탈리아 식민지부 본부청사로 지어졌던 FAO 본사가 근처에 있다. 또한 2002년까지는 역 근처에 악숨 오벨리스크가 세워져 있었다. 아벤티노 대로의 양옆에 각각 두 개의 출구가 있다.

## 역 주변
- 카페나 문
- 카라칼라 욕장

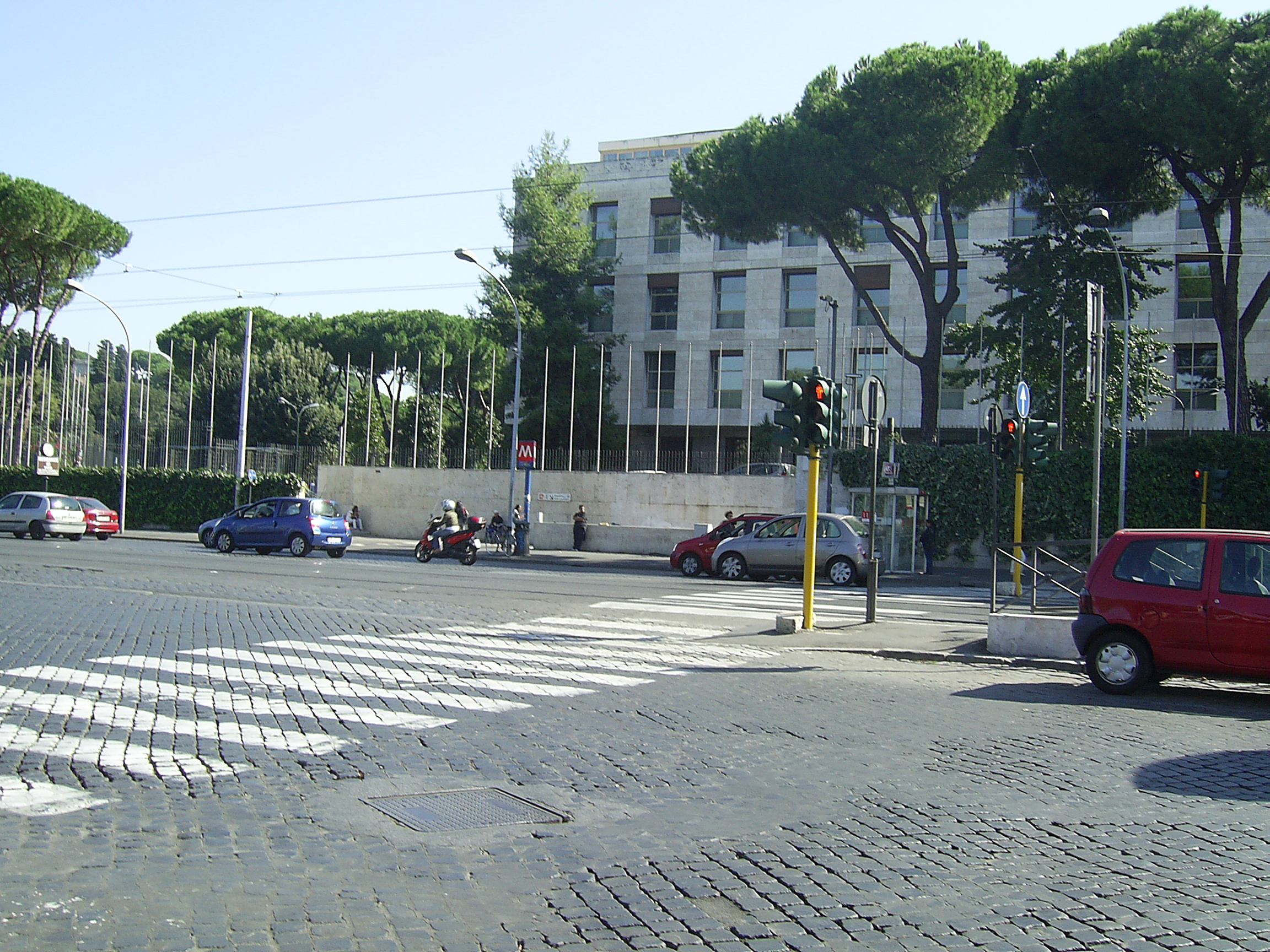
식량 농업 기구 본부 건물 옆에 있는 입구

- 파세지아타 아르케올로지카 (Passeggiata Archeologica)
- 아벤티노
- 체르키 가 (Via dei Cerchi)
- 로마 장미정원
- 산사바 리오네
- 아벤티노 대로 (Viale Aventino)
- 스타디오 델레 테르메

### 성당
- 산타 발비나 알라벤티노 성당
- 산타 사비나 성당
- 산티 알레시오 에 보니파초 성당
- 산타 프리스카 교회
- 산 사바 성당
- 산 그레고리오 알 첼리오 성당

## 시설
이 역에는 다음과 같은 시설이 있다.
- 매표기
- 장애인 전용 승차시설
- 에스컬레이터
- 엘레베이터
- 역 감시카메라 (CCTV)